# Менсур Мујџа
Менсур Мујџа (рођен 28. марта 1984. године у Загребу, Хрватска) је босанскохерцеговачки фудбалер и члан босанскохерцеговачке фудбалске репрезентације. Тренутно игра за немачки СК „Фрајбург“.

## Клупска каријера
Каријеру је почео са 18 година у омладинском погону НК Загреба. У „Фрајбург“ 17. јуна 2009. године.

## Репрезентација
Играо је за Хрватску U-21 репрезентацију. У мају 2010. године добио је позив да игра за босанскохерцеговачку репрезентацију за пријатељске утакмице против Немачке и Шведске, што је и прихватио. Међутим, дебитовао је 10. августа 2010. године у пријатељској утакмици против Катара.

## Породица
Породица му је пореклом из Добоја. Његов брат Јасмин Мујџа такође је играо за босанскохерцеговачку фудбалску репрезентацију.